# Acontias plumbeus
Acontias plumbeus är en ödleart som beskrevs av  Giovanni Giuseppe Bianconi 1849. Acontias plumbeus ingår i släktet Acontias och familjen skinkar. IUCN kategoriserar arten globalt som livskraftig. Inga underarter finns listade i Catalogue of Life.
Arten förekommer med flera från varandra skilda populationer i östra Sydafrika, Swaziland, södra Moçambique och östra Zimbabwe. Honor lägger inga ägg utan föder levande ungar.